# زمن الاتساق
في نظم الاتصالات قد تتغير قناة الاتصال بمرور الوقت. زمن الاتساق هو الفترة الزمنية التي لا تتغير الاستجابة النبضية للقناة خلالها. وهذا التغير في القناة له أهمية خاصة في نظم الاتصالات اللاسلكية وذلك بسبب تأثيرات دوبلر.

## نموذج بسيط
في النموذج البسيط، إذا نقلت الإشارة {\displaystyle x(t)} في زمن {\displaystyle t_{1}} فستصل على النحو التالي
{\displaystyle y_{t_{1}}(t)=x(t-t_{1})*h_{t_{1}}(t),}
حيث إن {\displaystyle h_{t_{1}}(t)} هي الاستجابة النبضية للقناة (CIR) في زمن قدره {\displaystyle t_{1}}. وإذا نقلت الإشارة في زمن قدره {\displaystyle t_{2}} فإنها تصل على النحو التالي
{\displaystyle y_{t_{2}}(t)=x(t-t_{2})*h_{t_{2}}(t).}
أما إذا كان {\displaystyle h_{t_{1}}(t)-h_{t_{2}}(t)} صغيرًا نسبيًا، فإن القناة في حكم الثابتة أثناء الفاصل {\displaystyle t_{1}} to {\displaystyle t_{2}}.
ومن ثم يمكن حساب زمن الاتساق ({\displaystyle T_{c}}) بالمعادلة التالية
{\displaystyle T_{c}=t_{2}-t_{1}.}

## العلاقة بتردد دوبلر
باستخدام نموذج كلارك من أعلى قيمة لتردد دوبلر {\displaystyle f_{d}} نكون قد حصلنا على 50% من زمن الاتساق 
{\displaystyle T_{c}={\frac {9}{16\pi f_{d}}}}
وعادة ما تستخدم العلاقة التالية
{\displaystyle T_{c}={\sqrt {\frac {9}{16\pi }}}{\frac {1}{f_{d}}}\simeq {\frac {0.423}{f_{d}}}}